# Liste des plus hauts immeubles de Liège
Voici une liste des plus hauts bâtiments de Liège.

## Méthode
La liste suivante est basée sur les critères suivants :
- Les structures considérées sont des bâtiments, c’est-à-dire des immeubles de grande hauteur utilisés par des habitations ou des bureaux sur la quasi-totalité. Les autres structures (cathédrale ou château d'eau par exemple) ne sont pas prises en compte.
- La hauteur prise en compte est la hauteur du toit de l'édifice. Certains immeubles peuvent posséder des antennes qui rehaussent d'autant leur hauteur totale.
- La hauteur minimale des immeubles repris dans la liste est de 30 m.

## Liste
| #  | Nom                                                  | Année | Utilisation                                                             | Hauteur (m) | Étages | Adresse                                                | Section communale          | Architecte                                                                  | Coordonnées                         | Illustration |
| -- | ---------------------------------------------------- | ----- | ----------------------------------------------------------------------- | ----------- | ------ | ------------------------------------------------------ | -------------------------- | --------------------------------------------------------------------------- | ----------------------------------- | ------------ |
| 1  | Tour Paradis                                         | 2015  | Administration, bureaux                                                 | 118         | 27     | Rue de Fragnée                                         | Guillemins                 | M. & J-M. Jaspers - J. Eyers & Partners et le bureau d’architecture Greisch | 50° 37′ 37,86″ N, 5° 34′ 19,2″ E    |              |
| 2  | Tour Atlas                                           | 1978  | Logements                                                               | 87          | 29     | Avenue de Lille, no 2                                  | Droixhe                    | Groupe EGAU                                                                 | 50° 38′ 49,83″ N, 5° 36′ 09,39″ E   |              |
| 3  | Résidence Kennedy                                    | 1970  | Logements                                                               | 85          | 26     | Quai Paul van Hoegaerden, no 2                         | Centre                     | Jean Poskin et Henri Bonhomme                                               | 50° 38′ 19,6″ N, 5° 34′ 31,83″ E    |              |
| 4  | Résidence Georges Simenon                            | 1963  | Logements                                                               | 78          | 25     | Quai de l'Ourthe, no 44                                | Outremeuse                 | Jean Poskin et Henri Bonhomme                                               | 50° 38′ 14,94″ N, 5° 34′ 48,17″ E   |              |
| 5  | Résidence Belvédère                                  | 1963  | Logements                                                               | 68          | 22     | Rue des Pitteurs, no 1 Quai Édouard van Beneden, no 10 | Outremeuse                 | Henri Bonhomme                                                              | 50° 38′ 24,93″ N, 5° 34′ 44,19″ E   |              |
| 6  | Tour de la Cité Administrative                       | 1967  | Administration, bureaux                                                 | 67          | 19     | Potiérue, no 5 Rue Barbe-d'Or                          | Féronstrée et Hors-Château | Jean Poskin et Henri Bonhomme                                               | 50° 38′ 44,86″ N, 5° 34′ 45,73″ E   |              |
| 7  | Ensemble des Ecoliers                                | 1983  | Administration (siège social de la Maison Liégeoise), logements sociaux | 63          | 19     | Parvis des Ecoliers, n° 1, 2 et 3                      | Outremeuse                 | P. Jacques et J-M. Fauconnier                                               | 50° 38′ 39,3″ N, 5° 34′ 57,7″ E     |              |
| 8  | Résidence Élysée                                     | 1961  | Logements                                                               | 58          | 19     | Quai Marcellis, no 1                                   | Longdoz                    | R. Dallemagne et F. De Lame                                                 | 50° 38′ 08,36″ N, 5° 34′ 34,98″ E   |              |
| 9  | Résidence Henri IV                                   | 1965  | Logements                                                               | 53          | 17     | Quai Churchill, no 2-3                                 | Longdoz                    |                                                                             | 50° 38′ 15,05″ N, 5° 34′ 41,18″ E   |              |
| 10 | Policlinique universitaire centre-ville Lucien Brull | 1967  | Hôpital                                                                 | 52          | 15     | Quai Godefroid Kurth, no 45                            | Outremeuse                 | Charles Vandenhove                                                          | 50° 38′ 48,141″ N, 5° 35′ 31,653″ E |              |
| 11 | Résidence Chantebrise                                | 1970  | Logements                                                               | 42          | 14     | Rue Saint-Gilles, no 343-345                           | Saint-Gilles               |                                                                             | 50° 38′ 00,64″ N, 5° 33′ 12,65″ E   |              |
| 12 | Immeuble zone F-G                                    | 1950  | Logements                                                               | 40          | 13     | Place de la Libération                                 | Droixhe                    | Groupe EGAU                                                                 | 50° 38′ 53,14″ N, 5° 36′ 19,13″ E   |              |
| 13 | Résidence du Parc                                    | 1940  | Logements                                                               | 40          | 13     | Place d'Italie, no 5                                   | Longdoz                    | Camille Damman                                                              | 50° 37′ 56,1″ N, 5° 34′ 29,65″ E    |              |
| 14 | Tour du Forem                                        | 1964  | Bureaux                                                                 | 38          | 12     | Quai Banning, no 4                                     | Val-Benoît                 | M. Burton                                                                   | 50° 36′ 57,34″ N, 5° 34′ 36,83″ E   |              |
| 15 | Résidence de l'Ourthe                                | 1973  | Logements                                                               | 36          | 12     | Place Joseph Willem, no 9                              | Chênée                     |                                                                             | 50° 36′ 42″ N, 5° 36′ 55″ E         |              |
| 16 | Congrès Hotel Liège                                  | 1981  | Hôtel                                                                   | 35          | 11     | Esplanade de l'Europe, no 2 Rue du Parc                | Longdoz                    |                                                                             | 50° 37′ 52,24″ N, 5° 34′ 28,7″ E    |              |